# S Cygni
S Cygni är en pulserande variabel av Mira Ceti-typ,  i stjärnbilden Svanen. Stjärnan är associerad med jättestjärnan LTY2003 NIRS 20045+5750.
S Cygni varierar mellan magnitud +9,3 och 17,0 med en period av 322,93 dygn.